# Aziz Dougaz
Mohamed Aziz Dougaz (arabisch محمد عزيز دوقاز, DMG Muḥammad ʿAzīz Dūqāz; * 26. März 1997 in La Marsa) ist ein tunesischer Tennisspieler.

## Persönliches
Dougaz lebte in seiner Jugend neben Tunesien auch in Marokko und Frankreich. Wegen seines Vaters begann er mit sechs Jahren Tennis zu spielen.

## Karriere
Dougaz spielte bis 2015 auf der ITF Junior Tour. In der Jugend-Rangliste erreichte er mit Rang 46 seine höchste Notierung. Im Einzel kam er bei Grand-Slam-Turnieren dreimal nicht über die erste Runde hinaus. Im Doppel zog er in Wimbledon einmal ins Viertelfinale ein. Er wurde U-18-Afrikameister.
Bei den Profis spielte Dougaz ab bis Ende 2015 auch erste Profiturniere auf der drittklassigen ITF Future Tour. Im Einzel erreichte er ein Halbfinale, während er im Doppel vier Mal ins Endspiel einzog und davon eines zum ersten Titel nutzte. Im Oktober gab er sein Debüt für die tunesische Davis-Cup-Mannschaft, wo er seine ersten drei Matches gewann. Ende 2015 begann er ein Studium an der Florida State University, wo er auch College Tennis spielte, mit dem Schwerpunkt Business. Während des Studiums spielte er weiter häufig Turniere. 2018 stieß er im Einzel erstmals in die Top 500 der Weltrangliste ein, nachdem er die ersten zwei Titel gewonnen hatte. Im Doppel war er bis Ende 2018 schon bei neun Futures siegreich geblieben. Mitte 2019 schloss er sein Studium ab. Zwei Einzel- und fünf Doppeltitel gewann er in diesem Jahr. Mit Rang 261 stieg er in der Doppelrangliste auf seinen bis dato höchsten Rang. Bei den Afrikaspielen 2019 gewann Dougaz nach der Niederlage gegen Mohamed Safwat aus Ägypten die Bronzemedaille sowie mit der tunesischen Mannschaft ebenfalls Bronze. An der Seite von Skander Mansouri setzte er sich im Doppel gegen Adam Moundir und Lamine Ouahab durch und wurde Afrikameister. Bereits ein Jahr zuvor hatte Dougaz Silber im Doppel der Mittelmeerspiele gewonnen.
2020 wurde Dougaz bei seinem sechsten Turnier der ATP Challenger Tour, das er spielte, in Morelos, erst in der Vorschlussrunde gestoppt, wodurch er einen Sprung nach vorne machte. Im Ranking schloss er in beiden Wertungen in den Top 400 ab. 2021 gewann er weitere zwei Einzeltitel (insgesamt 6), während er im Doppel durch einen Titel schon auf 19 Titel kam. Auf der Challenger Tour kam er 2021 einmal ins Viertelfinale; im Folgejahr war es zweimal. Da er auf der Future Tour im selben Zeitraum 2022 aber fünf Titel gewann, schloss er das Jahr das erste Mal in den Top 300 ab. Mit Emilio Gómez schlug er die Nummer 111 bei einem Turnier. Bis Ende 2022 gewann er 12 der 19 Matches im Davis Cup. Bei einigen Qualifikation für Turniere der ATP Tour versuchte Dougaz sich vergeblich in diesem Jahr einen Platz im Hauptfeld der höchsten Turnierserie zu sichern. In Puerto Vallarta 2023 stand er zum fünften Mal in seiner Karriere mindestens im Challenger-Viertelfinale, was ihm zu einem neuen Karrierehoch von Platz 256 verhalf. Im Doppel trat Dougaz nur noch selten an.

## Erfolge
| Legende (Anzahl der Siege)  |
| Grand Slam                  |
| ATP World Tour Finals       |
| ATP World Tour Masters 1000 |
| ATP World Tour 500          |
| ATP World Tour 250          |
| ATP Challenger Tour (2)     |

### Doppel

#### Turniersiege
| Nr. | Datum          | Turnier     | Belag     | Partner           | Finalgegner                               | Ergebnis          |
| --- | -------------- | ----------- | --------- | ----------------- | ----------------------------------------- | ----------------- |
| 1.  | 15. April 2023 | León        | Hartplatz | Antoine Escoffier | Maximilian Neuchrist Michail Pervolarakis | 7:65, 3:6, [10:5] |
| 2.  | 1. Juni 2025   | Little Rock | Hartplatz | Antoine Escoffier | Andrés Andrade Nicolás Mejía              | 6:2, 6:3          |